# Star Trek: Starfleet Command: Orion Pirates
Star Trek: Starfleet Command: Orion Pirates (anche conosciuto come Star Trek: Starfleet Command II: Orion Pirates) è un'espansione indipendente del videogioco Star Trek: Starfleet Command II: Empires at War di tattica in tempo reale con componenti di altro tipo (con paesaggio, unità e strutture 3D), ambientato nell'universo immaginario del futuro di Star Trek durante delle ipotetiche guerre, in cui si devono controllare varie astronavi di una tra le molte fazioni; sviluppata da "Taldren" e distribuita nell'anno 2001.
Questa fa parte della serie iniziata con Star Trek: Starfleet Command e basata sul gioco da tavolo Star Fleet Battles; il titolo ha avuto un seguito Star Trek: Starfleet Command III distribuito nell'anno 2002 e fatto anch'esso dalla stessa casa di sviluppo.

## Modalità di gioco
Ci sono varie campagne (circa 12 con 26 missioni in serie) per il gioco in singolo, relative alle specie:
(otto del videogioco base)
"classiche"
- Federazione dei Pianeti Uniti
- Impero dei Klingon
- Impero stellare dei Romulani

"nuove" da Star Fleet Battles (già in Star Trek: Starfleet Command)
- Confederazione Gorn
- Impero stellare dei Lyran
- Regni Hydran

"altre nuove" da Star Fleet Battles (già in Star Trek: Starfleet Command II: Empires at War)
- Interstellare Concordium
- Società stellare Mirak

(altre otto fazioni su cartelli di pirati)
"aggiunte" adesso (alcune già incontrate nella serie di videogiochi)
- The Orion Cartel
- The Camboro Cartel
- The Crimson Shadow (The House of Korgath)
- Prime Industries
- The Tiger Heart Cartel
- The Beast Raiders
- The Syndicate
- The Wyldefire Compact

Sono anche presenti delle lezioni ("tutorial") per imparare le nozioni di base del gioco.
Poi ci sono molte battaglie (circa 15 di cui 3 speciali sono forniti alcuni scenari con obiettivi multipli di vario tipo) utilizzabili sia per il gioco in gruppo su LAN e su Internet (con modem), anche facendo uso di applicazioni e siti per il gioco "on-line" e con server per un universo "semipersistente", che in singolo contro il computer come schermaglia "skirmish".
Inoltre si ha a disposizione un "editor" di missioni e la possibilità di personalizzare tutte le astronavi in modo semplice (riscrivendo-"editando" con alcuni tipi di applicazioni i "files" delle navi); queste sono poi utilizzabili in tutte le mappe e scenari.